# Siegfried Kirschen
Siegfried Kirschen (Chemnitz, 13 oktober 1943 – Bad Saarow, 19 april 2024) was een (Oost-)Duits voetbalscheidsrechter. Hij was in dienst van de FIFA en UEFA tussen 1974 en 1990.
Op 23 april 1978 leidde Kirschen zijn eerste interland, toen Tsjecho-Slowakije met 0–0 gelijkspeelde tegen Bulgarije. Tijdens dit duel hield de scheidsrechter zijn kaarten op zak. In 1989 was Kirschen de scheidsrechter toen KV Mechelen en PSV tegen elkaar speelden om de UEFA Super Cup. Mechelen wist de wedstrijd met 3–0 te winnen en de Oost-Duitse scheidsrechter gaf alleen Berry van Aerle een gele kaart.
In 1986 was Kirschen aanwezig op het WK in Mexico en vier jaar later floot hij op het WK in Italië. Op beide toernooien leidde de Oost-Duitser twee duels. Ook kwam hij tot één wedstrijd op het EK 1988.
Kirschen overleed op 19 april 2024 op 80-jarige leeftijd.

## Interlands
| Datum             | Plaats                    | Wedstrijd                      | Uitslag | Competitie           | Kreeg geel | Kreeg voor de tweede keer geel en dus rood | Weggestuurd |
| ----------------- | ------------------------- | ------------------------------ | ------- | -------------------- | ---------- | ------------------------------------------ | ----------- |
| 23 april 1978     | Brno, Tsjecho-Slowakije   | Tsjecho-Slowakije – Bulgarije  | 0 – 0   | Vriendschappelijk    | 0          | 0                                          | 0           |
| 9 mei 1979        | Oslo, Noorwegen           | Noorwegen – Portugal           | 0 – 1   | EK 1980 kwalificatie | 0          | 0                                          | 0           |
| 24 september 1980 | Oslo, Noorwegen           | Noorwegen – Roemenië           | 1 – 1   | WK 1982 kwalificatie | 2          | 0                                          | 0           |
| 9 september 1981  | Kopenhagen, Denemarken    | Denemarken – Joegoslavië       | 1 – 2   | WK 1982 kwalificatie | 4          | 0                                          | 0           |
| 27 april 1983     | Wrexham, Wales            | Wales – Bulgarije              | 1 – 0   | EK 1984 kwalificatie | 3          | 0                                          | 0           |
| 1 juni 1983       | Sarajevo, Joegoslavië     | Joegoslavië – Roemenië         | 0 – 0   | Vriendschappelijk    | 0          | 0                                          | 0           |
| 26 september 1984 | Słupsk, Polen             | Polen – Turkije                | 0 – 0   | Vriendschappelijk    | 2          | 0                                          | 0           |
| 22 mei 1985       | Helsinki, Finland         | Finland – Engeland             | 1 – 1   | WK 1986 kwalificatie | 0          | 0                                          | 0           |
| 25 september 1985 | Sevilla, Spanje           | Spanje – IJsland               | 2 – 1   | WK 1986 kwalificatie | 0          | 0                                          | 0           |
| 12 juni 1986      | Guadalajara, Mexico       | Brazilië – Noord-Ierland       | 3 – 0   | WK 1986              | 1          | 0                                          | 0           |
| 22 juni 1986      | Puebla, Mexico            | België – Spanje                | 1 – 1   | WK 1986              | 4          | 0                                          | 0           |
| 10 september 1986 | Praag, Tsjecho-Slowakije  | Tsjecho-Slowakije – Nederland  | 1 – 0   | Vriendschappelijk    | 3          | 0                                          | 0           |
| 29 oktober 1986   | Bern, Zwitserland         | Zwitserland – Portugal         | 1 – 1   | EK 1988 kwalificatie | 2          | 0                                          | 0           |
| 9 september 1987  | Cardiff, Wales            | Wales – Denemarken             | 1 – 0   | EK 1988 kwalificatie | 2          | 0                                          | 0           |
| 12 juni 1988      | Stuttgart, West-Duitsland | Engeland – Ierland             | 0 – 1   | EK 1988              | 0          | 0                                          | 0           |
| 20 september 1988 | Praag, Tsjecho-Slowakije  | Tsjecho-Slowakije – Oostenrijk | 4 – 2   | Vriendschappelijk    | 1          | 0                                          | 0           |
| 8 februari 1989   | Limasol, Cyprus           | Cyprus – Schotland             | 2 – 3   | WK 1990 kwalificatie | 2          | 0                                          | 0           |
| 29 maart 1989     | Sibiu, Roemenië           | Roemenië – Italië              | 1 – 0   | Vriendschappelijk    | 0          | 0                                          | 0           |
| 6 september 1989  | Helsinki, Finland         | Finland – Wales                | 1 – 0   | WK 1990 kwalificatie | 0          | 0                                          | 0           |
| 17 juni 1990      | Verona, Italië            | België – Uruguay               | 3 – 1   | WK 1990              | 2          | 1                                          | 0           |
| 23 juni 1990      | Bari, Italië              | Costa Rica – Tsjecho-Slowakije | 1 – 4   | WK 1990              | 5          | 0                                          | 0           |
| 17 oktober 1990   | Porto, Portugal           | Portugal – Nederland           | 1 – 0   | EK 1992 kwalificatie | 2          | 0                                          | 0           |